# 1964년 대한민국의 영화 목록
다음은 1964년에 개봉됐던 대한민국의 영화 목록이다.

## 목록
- 《가야금》
- 《공작부인》
- 《나는 속았다》
- 《나를 깊이 묻어주오》
- 《남이 장군》
- 《내 마음은 호수》
- 《니가 잘나 일색이냐》
- 《단골 손님》
- 《단장록》
- 《달기》
- 《대륙의 밀사》
- 《동백 아가씨》
- 《딸의 훈장》
- 《떠날 때는 말없이》
- 《맨발로 뛰어라》
- 《맨발의 청춘》
- 《모녀 기타》
- 《목마른 나무들》
- 《목숨보다 더한 것》
- 《미스 김의 이중생활》
- 《바람난 고양이들》
- 《배신》
- 《벽오동 심은 뜻은》
- 《보고 싶은 얼굴》
- 《빗나간 청춘》
- 《빨간 마후라》
- 《사자성》
- 《석가모니》
- 《시동생》
- 《신촌 아버지와 명동 딸》
- 《십년세도》
- 《아편전쟁》
- 《여자 19세》
- 《여장부》
- 《연애 졸업반》
- 《욕망의 결산》
- 《용서받기 싫다》
- 《울지마라 물새야》
- 《원앙선》
- 《월급봉투》
- 《위를 보고 걷자》
- 《이쁜이》
- 《잃어버린 태양》
- 《잉여인간》
- 《진성여왕》
- 《처녀 도시》
- 《처녀성》
- 《천안삼거리》
- 《청춘은 목마르다》
- 《총각김치》
- 《평양 감사》
- 《학사 주점》
- 《학생 부부》
- 《형부와 새언니》
- 《홀어머니》
- 《황금벌판의 혈투》

## 참고 자료
- KOFIC 영화데이터베이스

## 같이 보기
- 대한민국의 영화